# Château d'en Clausade
Le château d'En Clausade est un château situé à Marzens, dans le Tarn, en région Occitanie (France). Construit au XVIIIe siècle, il accueille aujourd'hui l'institut Vajra Yogini, centre d'études et de méditation guéloug du bouddhisme tibétain. 

## Historique
Le château d'en Clausade est bâti au début du XVIIIe siècle, par une branche cadette de la famille de Lautrec, la famille de Toulouse-Lautrec. C'est de cette branche qu'est issu le célèbre peintre Henri de Toulouse-Lautrec. La demeure restera dans la famille jusqu'à son rachat en 1979. A cette date, la bâtisse est acquise pour 700 000 francs (soit 105 000 euros actuels) pour y fonder un centre d'études et de méditation bouddhiste, l'institut Vajra Yogini. Celui-ci est placé sous l'autorité spirituelle des lamas Zopa Rinpoché et Guéshé Tènzin Lodèn. En 1982 et 1993, Tenzin Gyatso, 14e dalaï-lama, visite les lieux.
Après un incendie ayant ravagé l'aile Ouest, l'argent reversé par les assurances est utilisé dans la fondation du monastère Nalanda.

## Architecture
Le château d'en Clausade se compose comme un corps de logis flanqué de deux ailes en saillies. Les ailes dominent le corps d'un étage, corps qui lui se présente sur trois étages, dont un sous toit. L'ensemble est recouvert d'un toit à mansardes, sauf l'aile Ouest, qui a été endommagée par un incendie. L'intérieur du château présente des chambres, salles de méditation, temple bouddhiste, et a surtout la particularité de conserver une petite chapelle catholique, vestige de l'époque des Toulouse-Lautrec, que l'institut a conservé.
Une immense stoupa en pierre de style kadampa se dresse devant le château. Élevée dans les années 90, c'était la première construite en Occident, et elle demeure encore aujourd'hui la plus grande stoupa de France. 